# EverQuest
 (décembre 2011).
Si vous disposez d'ouvrages ou d'articles de référence ou si vous connaissez des sites web de qualité traitant du thème abordé ici, merci de compléter l'article en donnant les références utiles à sa vérifiabilité et en les liant à la section « Notes et références ».
EverQuest (EQ) est un jeu de rôle en ligne massivement multijoueur sorti en mars 1999. L'idée originale est attribuée à Brad McQuaid, Steve Clover et Bill Trost. Pour jouer, il faut acheter le jeu puis souscrire un abonnement payant mensuel. Une version free to play d'EverQuest, ainsi qu'une version à prix réduit, sont disponibles depuis le 16 mars 2012 pour les 13 ans du jeu. Il a été développé par Verant Interactive et distribué par Sony Online Entertainment (SOE).
Le jeu prend place dans un univers imaginaire d'heroic fantasy en trois dimensions appelé Norrath, rappelant un univers médiéval parsemé d'objets magiques et de monstres fantastiques. Plusieurs instances de l'univers existent sur différents serveurs, chaque instance accueillant entre 1000 et 3000 joueurs.
Avant d'entrer dans le monde, le joueur doit choisir une race (humain, gnome, troll, ogre, elfe, homme-lézard, etc.) et une classe (guerrier, rôdeur, paladin, sorcier, voleur, etc.).
L'aspect principal du jeu est de progresser en affrontant des monstres et en gagnant ainsi de l'argent, des objets et des points d'expérience. Cette expérience s'accumule, permettant de gagner de nouveaux niveaux de compétences et d'affronter des créatures de plus en plus puissantes et d'obtenir des récompenses de plus en plus importantes. Un aspect important du jeu est la résolution de quêtes obtenues auprès des personnages non joueurs du monde. Ces quêtes forcent le joueur à aller dans des zones qui peuvent lui être inconnues et à interagir avec d'autres joueurs. Au-delà de cet aspect de progression mécanique commun à de nombreux jeux de rôle, Everquest, en tant que jeu de rôle en ligne massivement multijoueur, donne accès à un vaste monde virtuel que le joueur peut explorer à sa guise et où il pourra tenir le rôle de son choix, devenir artisan, guerrier ou magicien, jouer en solo ou participer à la vie d'une guilde et se créer un réseau social dense.
EverQuest est lancé le 16 mars 1999 et rencontre au départ quelques difficultés techniques. Le jeu remporte pourtant un grand succès et dès la fin de l'année dépasse son seul concurrent, Ultima Online, en nombre d'inscriptions. Ce nombre progresse en flèche jusqu'au milieu de l'année 2001 après quoi la progression est plus faible. Le nombre de joueurs atteint un point culminant en octobre 2003 avec 460 000 abonnements mensuels. La suite, EverQuest II, sort en novembre 2004, en même temps que World of Warcraft. Everquest resta pendant 5 ans, le MMORPG le plus joué de la planète et celui qui fit entrer le jeu en ligne massivement multijoueur dans une nouvelle ère, au même titre que  Ultima Online et Asheron's Call.
EverQuest reçu le Walk of Game en 2006, aux côtés de jeux tels que Starcraft ou Final Fantasy.
Depuis le 16 mars 2012, pour les 13 ans du jeu, il est possible de jouer gratuitement. Les joueurs abonnés, contrairement aux joueurs en mode free to play, ont accès aux serveurs progressions.

## Le jeu

### Système de jeu
Dans ce jeu, les joueurs doivent d'abord créer leur personnage, en choisissant notamment parmi 13 races et 14 classes. Avec ce personnage, véritable avatar informatique, ils vont pouvoir explorer un vaste monde fantastique, combattre des monstres et des ennemis en s'aidant d'objets enchantés et de magie. Ils vont ainsi pouvoir gagner des points d'expérience, de l'argent et diverses pièces d'équipement. Au fur et à mesure de leur progression, les joueurs avancent en niveau, gagnant en puissance, en prestige et en capacités.
Les joueurs peuvent également se procurer de puissants objets magiques afin d'améliorer leur personnage, et ce de diverses façons :
- en tuant certains monstres afin d'obtenir les objets qu'ils possèdent, les objets les plus puissants et les plus rares se trouvant sur les monstres les plus difficilement accessibles et les plus difficiles à vaincre ;
- en accomplissant des quêtes proposées par certains personnages non joueurs, avec une récompense à la clé en cas de succès ;
- en réunissant certains composants et en fabriquant eux-mêmes des objets, armes ou armures, grâce au développement de certaines capacités en artisanat (sage, alchimiste, fabricant d'arme ou d'armure).

Ainsi, dans sa structure et ses règles, Everquest est presque un descendant direct sur ordinateur, du célèbre jeu de rôle médiéval-fantastique Donjons et Dragons.
Le jeu déroule dans un environnement en 3 dimensions, dans le monde imaginaire de Norrath, avec ses cinq immenses continents, sa lune et ses plans de réalité alternative. L'univers d'Everquest est tellement vaste que peu de joueurs ont réellement visité chacune des 400 zones du jeu.
Le monde de Norrath existe en plusieurs versions identiques mais séparés, sur différents serveurs. Chaque serveur pouvant accueillir de 1000 à 3000 joueurs simultanément. Après avoir sélectionné un serveur, un joueur peut y créer plusieurs personnages en choisissant parmi une grande variété de classes (shaman, ranger, sorciers, voleurs, guerrier, clerc, etc.) et de races (humain, gnome, ogre, troll, halfling, elfes, homme-lézard, etc.).
L'aspect principal du jeu est de partir à la découverte du monde, seul ou en groupe, de rencontrer ce faisant des compagnons d'aventure et de jeu, de nouer des relations d'intérêt ou de vraie amitié, de se spécialiser dans un artisanat, de se faire accepter dans une guilde, ou de jouer en solitaire selon sa volonté, de faire progresser son personnage, d'obtenir le meilleur équipement possible, de partir à la conquête des trésors les plus fabuleux et à la chasse aux monstres les plus puissants, voir de défier en duel d'autres joueurs dans des zones dédiées au PvP.
Même si certaines zones d'EverQuest permettent à un joueur solitaire de se débrouiller seul, et même si on peut, à condition de bien choisir sa classe dès le départ, atteindre le niveau maximal sans jamais se grouper avec d'autres joueurs, EverQuest reste un jeu où il est bien plus intéressant d'interagir avec les autres. Un joueur solitaire, à moins d'être exceptionnellement bien préparé, ne pourra pas vaincre de nombreux monstres présents à la surface de Norrath et devra se contenter de camper un nombre limité de mobs, réduisant l'intérêt du jeu. La grande majorité des zones du jeu peuvent être explorées par des petits groupes de 6 joueurs, mais les plus difficiles nécessitent la coopération de nombreux joueurs expérimentés, les ennemis les plus puissants pouvant demander plus de 10 groupes, une discipline de fer et une stratégie éprouvée pour être vaincus.
C'est pour cela que le système des « guildes » à une telle importance dans EverQuest, en effet, pour explorer les zones les plus ardues, il faut pouvoir réunir de très nombreux joueurs, à la même heure de la journée et pouvoir compter sur eux lors du raid. Pour cela l'idéal est de se grouper au sein d'un même clan, sous la même bannière, entre joueurs ayant le même niveau, les mêmes plages horaires, les mêmes affinités, et si possible jouant ensemble régulièrement et se connaissant bien. Ainsi les chances de succès sont optimales.
Lorsqu'un grand groupe de joueurs se réunissent dans le but d'atteindre ensemble un objectif, on appelle cela un « raid ». Il s'agit le plus souvent des joueurs appartenant à une même guilde, mais parfois deux guildes peuvent s'associer momentanément ou un leader peut organiser un raid avec des joueurs provenant de nombreuses guildes différentes. Les dernières extensions ont limité le nombre de joueurs pouvant participer à un même raid à 54 ce qui représente déjà 9 groupes complets. Plus les joueurs sont expérimentés, moins le nombre de participants se doit d'être élevé.
EverQuest est un jeu qui peut combler différents types de joueurs, les solitaires préférant le solo ou ceux ne jouant qu'en groupe, les débutants et ceux ne pouvant y consacrer que quelques heures par semaine et les acharnés qui à haut niveau, trouveront des défis dignes de ce nom. C'est une des raisons de son succès.
À noter que ce jeu est relativement difficile, puisque contrairement à d'autres, la mort provoque une perte d'expérience qui peut faire perdre un niveau fraichement acquis. Le cadavre ensuite reste sur place, avec l'équipement sur lui, il est impératif de venir à sa portée (ce qui est régulièrement dangereux), afin de récupérer l'ensemble des pièces d'équipements et d'inventaire dans un intervalle d'une semaine de temps réel ; passé ce délai, le corps disparait, ainsi que tous les objets qui se trouvaient encore dessus.
Les sorts de résurrection permettent de récupérer une part de l'expérience perdue (96 % est le ratio le plus utilisé à haut niveau) et téléporte le joueur ciblé sur son cadavre. Il est aussi possible d'autoriser à un compagnon le droit de ramener le corps dans un endroit plus sécurisé (ou de l'invoquer). Il arrive bien entendu, de mourir en allant chercher son propre cadavre, ce qui énervera les plus impatients.
Certaines catégories de donjons sont particulièrement difficile d'accès, et d'autres, difficile d'en sortir (Tov : Temple Of Veeshan), la seule façon étant d'éliminer tous les boss présents (ou de mourir), les sort de téléportation ne fonctionnant pas à l'intérieur.

### Création d'unavatar
Lorsque l'on débute EverQuest, la première décision que l'on doit prendre concerne la création du personnage que l'on incarnera. C'est une décision importante, car ce choix conditionne l'apparence physique du joueur mais surtout son futur style de jeu. Et une fois créé, le personnage ne peut plus être modifié en profondeur. Il est difficile de savoir à l'avance la classe que l'on aimera jouer de façon définitive, c'est pour cela que les joueurs débutants créent et essaient de nombreux personnages avant d'arriver à en choisir un qui leur correspondent vraiment. Il arrive que certains jouent plusieurs personnages différents à la fois. Le plus souvent, les joueurs ayant atteint le haut niveau avec leur avatar principal, en créent un nouveau pour redécouvrir le jeu différemment.
Généralement on conseille de choisir tout d'abord une classe facile à jouer, comme un guerrier, qui est plutôt solide en solo lors des premiers niveaux et permettra d'explorer les mécanismes du jeu sans mourir trop souvent. Inversement on ne recommande pas de débuter avec une classe fragile à bas niveau, comme un enchanteur par exemple, qui dans les mains d'un débutant, risque la mort à chaque mauvaise rencontre.
Le plus important est d'essayer les classes que l'on aime et par lesquelles on est attiré spontanément. Certains préfèrent être au cœur de la bataille et se battre à coups de hache en corps à corps, ils choisiront une classe de mêlée, d'autres préfèrent disposer de sorts pour se téléporter ou être capable de tuer un adversaire à coup de boules de feu, ils choisiront une classe de lanceur de sorts, d'autres encore préfèrent être un peu en retrait et servir de soutien à leur compagnon d'aventure, grâce à des sorts de soins et d'amélioration, ils choisiront une classe de prêtre.
Certains encore préfèrent jouer en solitaire, les classes de druides, de nécromancien ou de magicien les combleront, d'autres exclusivement en groupe, les classes de guerrier ou de clerc seront parfaites pour eux.
Il faut savoir que dans les 10 premiers niveaux, toutes les classes se ressemblent plus ou moins, les différences et les spécialisations se faisant plutôt après le niveau 20. C'est d'ailleurs à ce niveau qu'il devient possible, si on le souhaite, de se choisir un nom de famille.
Lors de la création de son avatar il faut choisir :
- Son serveur
- Sa classe
- Sa race
- Ses statistiques
- Sa religion
- Son sexe
- Son apparence physique
- Son nom

### Classes jouables
Il existe 16 classes jouables. Celles-ci se répartissent en 4 grandes catégories :
- Mêlée : classes combattant uniquement au corps à corps. Cela comprend :
  - le Guerrier (Warrior) : c'est la classe du corps à corps par excellence. Le rôle de Guerrier est de capter toute l'attention des monstres pendant que ses compagnons attaquent, l'agaçant sans cesse et encaissant les coups mieux que personne.
  - le Maraudeur (Rogue) : parfois appelé Assassin, il est là pour faire un maximum de dégâts et ce, de façon sournoise. Il n'est jamais aussi meurtrier que quand il se place dans le dos de sa future victime.
  - le Moine (Monk) : grâce à une méditation intensive, il a appris à transformer son corps en une arme redoutable. Ne combattant qu'avec ses poings, il provoque de formidables dégâts au combat.
  - le Berserker (Berserker) : la classe la plus récente, il excelle au lancer de hache ainsi qu'au maniement des armes à 2 mains (seules armes qu'il puisse porter).
- Hybride : classes combattant essentiellement au corps à corps, avec l'appui de pouvoirs magiques. Cela comprend :
  - le Barde (Bard) : maître du chant, il ne se déplace jamais sans ses instruments magiques, lui permettant d'améliorer les performances de son groupe, mais aussi de faire d'importants dégâts. Classe la plus exigeante techniquement (il faut chanter en permanence durant les combats) et donc réservée aux joueurs expérimentés, elle est aussi considérée par beaucoup comme la plus puissante, car le barde sait à peu près tout faire, et fait rarement usage de sa mana. Les bardes possèdent le sort de course le plus rapide du jeu, dénommé Sélo.
  - le Belluaire (BeastLord) : ce dresseur ne se déplace jamais sans son fidèle compagnon (dont l'apparence varie selon la race du belluaire). Classe polyvalente, elle s'avère aussi efficace en groupe qu'en solo.
  - le Fléau d'ombre (Shadow Knight) : agissant au nom de divinités obscures, il répand la terreur là où il passe. Proche du nécromancien, dont il possède de nombreux sorts (mais plus tard que celui-ci), il est redoutable en combat.
  - le Paladin (Paladin) : lui agit au nom de divinités plus aimables, et cherche avant tout à défendre la veuve et l'orphelin. Proche du clerc, il excelle dans le combat contre les morts-vivants, et fait un excellent « tank » quand il n'y a pas de guerrier disponible.
  - le Rôdeur (Ranger) : habitué des grandes étendues sylvestres, ce cousin du Druide excelle au tir à l'arc. Il dispose d'une panoplie de sorts très vaste, le rendant aussi efficace en groupe qu'en solo.
- Prêtre : classes disposant de nombreux sorts de soins, de renforts ou d'attaque pour aider leurs compagnons durant les combats. Cela comprend :
  - le Clerc (Cleric) : le soigneur par excellence. Il est très apprécié pour ses sorts de soin, de renfort et de résurrection, et est carrément indispensable pour les raids de très haut niveau. Il possède les sort de soins les plus puissants, le plus connu étant « Complete Healing » (CH).
  - le Druide (Druid) : ami de la nature et des animaux, il dispose d'une panoplie de sorts très vaste, aussi bien défensive qu'offensive. Ses excellents sorts de soin en font souvent le complément (voire le remplaçant) du clerc. Il est le seul, avec les sorciers, à maîtriser les sorts de téléportation.
  - le Chaman (Shaman) : maître des esprits, il est une excellente classe de soutien, et un bon soigneur secondaire (back-up healer). Il est le seul à savoir se cannibaliser pour transformer ses points de vie en mana. Il est particulièrement doué pour combattre les créatures les plus puissantes. Il possède un sort d’accélération du déplacement parmi les plus demandés du jeu : « Spirit Of Wolf » (SoW), à tel point que cela en est devenu un verbe. Il n'est pas rare d'entendre un chaman se faire interpeller par un autre joueur : "Can you plz sow me ?"
- Lanceur de sorts : classes basées sur les sorts offensifs. Cela comprend :
  - l'Enchanteur (Enchanter) : maître de l'illusion et du charme, il apporte une aide non négligeable lors des combats, hypnotisant les monstres trop nombreux et ralentissant leur vitesse d'attaque. Il dispose des meilleurs sorts de régénération de mana.
  - le Magicien (Magician) : maître des éléments, il ne se déplace jamais sans son serviteur élémentaire, qu'il soit de Terre, d'Air, d'Eau ou de Feu. Il sait à merveille manipuler les éléments autour de lui afin de créer de nombreux objets utiles. Son serviteur est le plus puissant du jeu.
  - le Nécromancien (Necromancer) : il répand la mort et la peur autour de lui, et ne se sépare jamais de son serviteur squelette (ou un spectre, à très haut niveau). Souvent considéré comme l'une des plus puissantes classes en solo, il fait également de terribles dégâts lors des combats en groupe. Sa force principale réside dans sa capacité à transvaser les énergies : il peut aussi bien soutirer la vie de son ennemi, comme donner de la sienne à ses amis en difficulté. Il possède en outre la possibilité d'invoquer à ses pieds le cadavre gisant d'un compagnons (Summon Corpse, SC).
  - le Sorcier (Wizard) : il est spécialisé dans les dégâts magiques, d'ailleurs personne ne l'égale dans ce domaine (sauf peut-être le maraudeur en mêlée). Il est le seul, avec les druides, à savoir maîtriser les sorts de téléportation.

### Races jouables
Il existe 15 races jouables.
| Races          | Ville de départ                      | Classes de personnage                                                                           |
| -------------- | ------------------------------------ | ----------------------------------------------------------------------------------------------- |
| Barbare        | Halas                                | Belluaire, berserker, chaman, guerrier, maraudeur                                               |
| Demi-elfe      | Qeynos, Port-Franc, Kelethin         | Barde, druide, guerrier, maraudeur, paladin, rôdeur                                             |
| Elfe noir      | Neriak                               | Clerc, enchanteur, fléau d'ombre, guerrier, magicien, maraudeur, nécromancien, sorcier          |
| Elfe sylvestre | Kelethin                             | Barde, druide, guerrier, maraudeur, rôdeur                                                      |
| Erudit         | Erudine ou Doloris (selon la classe) | Clerc, enchanteur, fléau d'ombre, magicien, nécromancien, paladin, sorcier                      |
| Gnome          | Ak'anon                              | Clerc, enchanteur, fléau d'ombre, guerrier, magicien, maraudeur, nécromancien, paladin, sorcier |
| Grelok         | Gukta                                | Chaman, clerc, guerrier, nécromancien, paladin, sorcier                                         |
| Halfelin       | Valrive                              | Clerc, druide, guerrier, maraudeur, paladin, rôdeur                                             |
| Haut-elfe      | Felwithe                             | Clerc, enchanteur, magicien, paladin, sorcier                                                   |
| Humain         | Qeynos, Port-Franc                   | toutes sauf Chaman et Belluaire                                                                 |
| Iksar          | Cabilis                              | Belluaire, chaman, fléau d'ombre, guerrier, moine, nécromancien                                 |
| Nain           | Kaladim                              | Berserker, clerc, guerrier, maraudeur, paladin                                                  |
| Ogre           | Oggok                                | Belluaire, berserker, chaman, fléau d'ombre, guerrier                                           |
| Troll          | Nériak (anciennement Grobb)          | Belluaire, berserker, chaman, fléau d'ombre, guerrier                                           |
| Vah-Shir       | Shar Vahl                            | Barde, belluaire, berserker, chaman, guerrier, maraudeur                                        |

### Caractéristiques
- Agilité (Agility AGI) : détermine la probabilité d'être touché en combat, la gravité des blessures si vous êtes blessé et la rapidité avec laquelle vous maîtrisez certaines compétences.
- Charisme (Charisma CHA) : détermine la manière dont vous considèrent les factions que vous rencontrez. Chez certains marchands, le charisme a un effet sur les prix. Il en va de même pour les sorts chez les enchanteurs et les bardes. De plus, il permet aux bardes de jouer plus de notes.
- Constitution (Stamina STA) : détermine le nombre maximal de points de vie à chaque niveau.
- Dextérité (Dexterity DEX) : détermine la gravité des blessures infligées avec un arc ou une arme de jet, le temps d'attente entre les attaques, la rapidité avec laquelle vous maîtrisez certaines compétences et la fréquence à laquelle certains sorts ou certaines armes atteignent leur cible. La dextérité affecte également certaines compétences et les chansons du barde.
- Force (Strength STR) : détermine le poids que vous pouvez porter, la gravité des blessures que vous infligez en combat rapproché et la rapidité avec laquelle vous maîtrisez certaines compétences.
- Intelligence (Intellect INT) : détermine la rapidité avec laquelle vous maîtrisez un pouvoir. Cela affecte également le mana maximal à chaque niveau pour les nécromanciens, les sorciers, les enchanteurs, les fléaux d'ombre et les bardes.
- Sagesse (Wisdom WIS) : détermine la rapidité avec laquelle vous maîtrisez certaines compétences. Cela affecte également le mana maximal à chaque niveau pour les rôdeurs, les paladins, les clercs, les chamans et les druides.

5 Résistances existent aussi :
- Resist Fire (RF) : Offre une chance de subir des dégâts partiels voir nuls concernant les sorts basés feu vous ciblant.
- Resist Cold (RC) : Offre une chance de subir des dégâts partiels voir nuls concernant les sorts basés glace vous ciblant.
- Resist Magic (RM) : Offre une chance de subir des dégâts partiels voir nuls concernant les sorts basés magie (ex : foudre) vous ciblant.
- Resist Disease(RD) : Offre une chance de subir des dégâts partiels voir nuls concernant les sorts basés sur des maladies vous ciblant.
- Resist Poison (RP) : Offre une chance de subir des dégâts partiels voir nuls concernant les sorts basés poison vous ciblant.

### Objets et équipements
L'un des objectifs des joueurs est d'équiper leur personnage avec les meilleurs objets possibles, afin d'améliorer leur efficacité. Lorsqu'on tue un mob, on peut looter son corps et prendre l'argent et les objets qui s'y trouve, pour soit les garder et les utiliser, soit les vendre à des marchands NPC ou à d'autres joueurs, voir faire les échanger contre d'autres objets.
Il existe également de nombreuses quêtes permettant, une fois complétée, de recevoir en récompense une pièce d'équipement.
L'équipement d'un joueur se résume à :
- des armes :
  - caractérisée par leur poids, les dommages qu'elles infligent à chaque coup, le délai entre chaque frappe, leur malus ou bonus de statistiques et leur éventuelle capacité magique.
  - de corps à corps
    - 2 types de maniement : arme à une ou deux mains.
    - 3 types de technique : arme contondante (pour assommer, comme une massue), perforante (pour percer, comme une lance) ou tranchante (comme une hache ou un sabre).

  - de jet comme des arcs, caractérisées notamment par leur portée.
- des boucliers, caractérisés par leur classe d'armure (AC)
- des pièces d'armures ou des bijoux, avec également leur AC, leur bonus et d'éventuelles capacités magiques, une pour chaque partie du corps : tête, face, oreilles (x2), cou, bras, avant bras (x2), mains, doigts (x2), épaules, torse, dos, taille, jambes, pieds.
- des sacs, plus ou moins grands, certains annulant le poids des objets qu'ils contiennent.

Chaque armes et armures a un aspect particulier et peut être identifiable à l'œil.
La plupart des armes et armures ne peuvent être utilisés que par certaines classes ou certaines races voire certaines religions.
- Certains objets sont marqués "no drop", c’est-à-dire qu'une fois ramassé, on ne peut plus s'en séparer à moins de les détruire ou de les utiliser dans certaines quêtes. On ne peut donc ni vendre ni donner un objet no drop à un autre joueur. Ces objets sont la plupart du temps très puissants.
- Certains objets sont marqués "lore" ce qui veut dire qu'on ne peut en posséder qu'un seul à la fois. Tout comme les objets no drop, ils servent souvent à une quête ou sont particulièrement puissants. Ils peuvent être échangés entre joueurs.
- Certains objets sont marqués "no rent // temporary", ce qui signifie que l'objet est éphémère. Si le joueur qui possède un objet de ce type se déconnecte plus de 10 minutes, l'objet disparaît.

Il y a 21 emplacements à équiper sur le corps d'un personnage, ainsi que 8 emplacements réservés pour les sacs, chaque sac pouvant contenir de 8 à 10 objets.
Une bourse contenant les pièces de platine, d'or, d'argent et de cuivre est également disponible, elle n'a pas de limite mais les pièces ont un poids non négligeable et un trop grand nombre de pièces peut ralentir voir immobiliser complètement un personnage.
Une banque privée est accessible dans chaque ville, on peut y déposer ses sacs, ses objets et son argent.

### Artisanat
Dans EverQuest, l'artisanat permet aux joueurs de fabriquer leurs propres items (armures, bijoux, boissons, nourriture, arcs, flèches…). D'abord réservé aux joueurs les plus aguerris en raison de sa difficulté et de son potentiel assez faible (longtemps, les armures artisanales étaient loin d'égaler celles trouvées en groupe), l'artisanat est devenu de plus en plus populaire avec la simplification progressive des processus de fabrication et l'apparition de recettes pour des pièces d'armures et des augmentations susceptibles d'intéresser la majorité des joueurs.
Les différents artisanats disponibles sont :
- L'alchimie (Alchemy), réservée aux shamans, leur permet de fabriquer des potions en bouteilles, pouvant ensuite être bues par d'autres joueurs pour augmenter certaines statistiques de façon temporaire.
- Le bricolage (Tinkering), réservé aux gnomes, permet de fabriquer des outils mécaniques parfois surprenants.
- La couture (Tailoring) permet à bas niveau de fabriquer ses propres vêtements de cuir ou de soie, puis plus tard de fabriquer des sacs et de solides armures de cuir ou de soie.
- La cuisine (Baking) permet de faire de bons petits plats et de les offrir à ses amis, leur permettant parfois d'augmenter temporairement certaines statistiques. L'augmentation n'est pas temporaire. En ayant un stock de nourriture dans le premier slot de votre premier sac, vous avez les bonus en permanence (tant que vous avez de la nourriture).
- La ferronnerie (Blacksmithing) permet de créer des armes, des armures et toutes sortes d'outils.
- La distillation (Brewing), permet de fabriquer des boissons, souvent alcoolisées, mais également des trempes pour la ferronnerie. le bonus de stats est identique à la cuisine.
- La fabrication d'arcs et de flèches (Fletching and Bowering).
- La joaillerie (Jewelry), particulièrement intéressante pour les enchanteurs, qui peuvent ensuite enchanter les objets fabriqués et les revendre à bon prix.
- La fabrication de poison (Poison Making), réservée à la classe des voleurs, leur permet de rendre leurs armes encore plus dangereuses en appliquant du poison sur la lame.
- La poterie (Pottery), permet de fabriquer certains items utilisés ensuite en alchimie ou en poterie, mais aussi des charmes puissants assortis aux meilleures armures artisanales.
- La recherche de sorts (Spell Research) permet aux classes axées sur la magie de fabriquer certains parchemins de sorts à partir de divers composants.

Le cap actuel des TS (Trade Skill), est de 300. Ce niveau peut être décapé, avec des items donnant des bonus, certains de ces items se récupèrent directement sur les corps, d'autres se fabriquent directement avec les TS en question. Plus vous utilisez votre artisanat, plus le trophée en question augmente. Le % maximum pour l'instant est de 15 % (ce qui monte le niveau max à 346).
Des AA (Alternate Advancement) permettent d'avoir des bonus dans le fait d'avoir moins d'échecs, ou d'avoir la possibilité de récupérer des composants en cas d'échec.
Les composants permettant de fabriquer les objets les plus intéressants sont très rares (et très chers) et généralement le niveau pour fabriquer ces objets tourne autour de 450.

## Compétences de base
- La mendicité (Begging) permet de gagner quelques pièces de cuivre, voire d'argent, mais aussi de s'attirer certains ennuis.
- Les soins (Bind Wounds) permettent à n'importe quelle classe de soigner un blessé en utilisant des bandages.
- La pêche (Fishing) permet de trouver du poisson tout en se relaxant au bord de l'eau.
- Les langues (Languages) permettent de dialoguer avec d'autres races.
- La fouille (Foraging) permet de trouver à peu près n'importe où de quoi boire et manger.
- L'orientation (Sense Heading) permet de savoir à quelle direction vous faites face.

### Zones
L'univers d'EverQuest, est divisé en plus de 200 zones. Ces zones représentent des petites portions du monde imaginaire de Norrath dans lesquelles les joueurs peuvent évoluer. Elles comprennent des plaines, des montagnes, des océans, des villes, des déserts, des forêts et des plans d'existence parallèle. Elles sont connectées entre elles par des bordures, et traverser une bordure pour se rendre dans une autre zone s'appelle 'zoner'. Seuls les joueurs peuvent passer d'une zone à une autre, les NPC n'ont pas cette capacité et s'arrêtent aux bordures.

### Le jargon d'EverQuest
Tous les jeux en ligne massivement multijoueurs possèdent certaines expressions qui leur sont propres et EverQuest ne déroge pas à la règle. La plupart de ces expressions sont des anglicismes ou des acronymes courts, facilement mémorisables et d'usage fréquent. Ils permettent de faciliter la communication entre joueurs de pays et de langues différents.
La plupart des termes utilisé sur Everquest sont communs avec les autres mmog, voir avec le langage développé sur internet en général, par exemple AFK (Away from Keyboard), ASAP (As Soon As Possible), MOB (Mobile Object) ou ROFL (Rolling on the floor Laughing) sont des termes universels.
Pourtant, EQ existant depuis 1999, les joueurs d'Everquest ont développé au fur et à mesure des années un langage interne propre. Certaines différences existent entre les serveurs asiatiques, européens ou américains, ainsi sur certains serveurs, KEI est dénommé C3 (car c'est la 3e version de Clarity). Pour les non-initiés, et même pour les joueurs habitués aux MMORPG, le langage spécifique pratiqué sur EverQuest peut être l'équivalent d'une langue étrangère, quasiment incompréhensible.
Par exemple, vous entrez dans une zone et voici qu'apparaît à l'écran la phrase suivante en OOC : BL 34 with BOC! LFG ASAP, PST :) où un joueur vous envoie en tell « Plz can u TL me to EC ? Have to go to the tunnel, need a FBSS » ou encore vous joignez un groupe et la conversation prend une allure curieuse : 50… 75…. 100, FM and GTG! … MA is MrNoob … ok pulling! .. INC 2 DBS, a white and a RTM, be carefull !!!

## Développement, sortie et évolution
Depuis juin 2006, un nouveau type de serveur est apparu : les Evolutions qui n'activent les nombreuses extensions disponibles dans les serveurs normaux seulement suivant certaines conditions globales au serveur. Exemple :
- l'accès aux plans de la peur et de la haine n'est ouvert qu'après avoir tué les dragons Lady Vox et Lord Nagafen.
- l'accès à la première extension Kunark n'est possible qu'une fois les boss finaux de ces deux plans morts (Cazic Thule et Innoruuk)

Et ainsi de suite. Tout cela pour reproduire d'une certaine façon l'évolution d'un serveur de 1998.
Énorme succès au début de ce projet qui réunit plusieurs milliers de nostalgiques. Malheureusement plusieurs guildes d'acharnés décident de faire une course aux premières morts de monstres et on voit apparaître les premiers niveaux 50 seulement une semaine après l'ouverture des deux serveurs. Les dragons tombent deux jours après et les boss des deux premiers plans deux jours encore après. Cela dégoûte énormément de joueurs qui n'apprécient pas de voir la vie du serveur filer si vite (le temps normal pour arriver à ce stade aurait dû être de 6 mois) et beaucoup arrêtent à ce moment-là.[réf. nécessaire]

### Histoire du développement
Le développement d'EverQuest commence en 1996, lorsque Sony Interactive Studios America (SISA), dirigé par John Smedley, l'ancien directeur du développement de 989 Studios, décide de créer une version en trois dimensions des MUDs, à la suite du succès de Meridian 59, sorti en septembre 1996 et considéré comme le premier jeu en ligne massivement multijoueur, et le fondateur du genre.
Pour travailler sur le design du jeu, Smedley embauche en mars 1996, les programmeurs Brad McQuaid et Steve Clover, qui avaient attiré son attention grâce à leur travail sur le shareware RPG WarWizard en 1993.
Personne dans l'équipe ne sait programmer un MMOG et ils engagent des programmeurs de MUDs comme Geoff Zatkin et Roger Uzun.
Le design et le concept même d'EverQuest est profondément inspiré des ancêtres des MMOG, les multi-user dungeon ou MUD, des jeux de rôle gratuits basés sur des descriptions textuelles qui sont apparus à la fin des années 1970 et qui ont connu leur âge d'or entre le début des années 1980 et le début des années 1990. John Smedley, Brad McQuaid, Steve Clover et Bill Trost, qui sont les créateurs du monde de Norrath, ont dit à plusieurs reprises avoir puisé leur inspiration dans leur expérience de joueurs de MUD comme Diku, Sojourn/Toril, Avatar ou Trubshaw,
Sur cet aspect, pendant un temps, une rumeur, démentie ensuite officiellement par Brad McQuaid, disait que le code même d'EverQuest avait été largement inspiré de celui de DikuMUD.
McQuaid sortit rapidement des rangs pour devenir le producteur exécutif d'EverQuest et devint très populaire parmi les fans du jeu, de par son implication en tant que joueur avec son avatar, Aradune.
On peut citer d'autres membres importants de l'équipe de développement, Bill Trost, qui créa l'histoire et les principaux personnages de Norrath, Geoffrey Zatkin « GZ » qui mit au point le système de sort considéré comme très complexe, et l'artiste Kevin Burns, qui modela l'apparence physique des différents personnages du jeu.
À la fin de l’année 1996, l’équipe comptait une dizaine de membres. L’idée de base était de proposer un jeu dans un monde immense, doté de 5 continents et sans chargement de zone. L’équipe de développement décida également de se doter d'un moteur 3D, une grande nouveauté à l'époque.
En juin 1997, EverQuest fut présenté à l’Electronic Entertainment Expo (E3).
En avril 1998, un tiers du jeu était terminé et il est présenté au CES d’Atlanta. En juin commença la phase de beta testing, avec pour premiers beta testeurs les membres de la famille et les amis de l’équipe de développement. Cette phase Beta O.5 passa rapidement à phase Beta 1 qui comptait alors une cinquantaine de personnes, puis à la Beta 2 avec plusieurs centaines de testeurs et enfin en automne débuta la phase de beta testing pour le grand public.
Lorsque Ultima Online sort en 1998 et remporta un franc succès basé sur un jeu axé sur le PvP, le président de Verant John Smedley eut quelques inquiétudes, mais son équipe de développement, et notamment Brad McQuaid, lui assura qu'un jeu basé sur la coopération et l'entraide entre joueurs, comme les premiers MUDs servant de référence, aurait encore plus de succès.
En janvier 1999, la société Verant Interactive fut créée, à la suite d'un désaccord avec les dirigeants de 989 studios. La Beta 3 comprenait alors 5 000 joueurs et permettait de tester la capacité des serveurs ainsi que le jeu à haut niveau. Fin janvier, débutait la phase Beta 4 avec 25 000 joueurs et apparition de problèmes de hack. En février les serveurs d’Everquest tinrent bons et Verant considérait que le jeu était prêt à être commercialisé. Des maîtres de jeu (GM), bénévoles, furent formés afin d'aider les débutants et un système de demande d’aide fut ajouté. Le 16 mars 1999, EverQuest fut mis en vente. Le succès fut rapide et sans précédent. Dès la fin de l'année, EverQuest surpassa en nombre de souscriptions, son rival, Ultima Online, sorti un an plus tôt. 10 000 inscriptions furent faites dès le premier jour et en six mois, le jeu comptait 150 000 joueurs réguliers et 225 000 boîtes de jeu avaient été vendues. EverQuest rencontra alors des problèmes de bande passante, récurrents entraînant régulièrement des crashs des serveurs.
Une fois le jeu lancé, le développement et la maintenance continuèrent de plus belle. Le jeu devant sans cesse être adapté aux joueurs, à leur évolution et à leur découverte. Ainsi on peut prendre l'exemple du premier grand dragon tué sur EQ, Lord Nagafen. Les concepteurs avaient imaginé un défi très difficile pour un raid d'une vingtaine de joueurs expérimentés. Mais le premier groupe qui tua le dragon était composé de 50 joueurs et ils le tuèrent en à peine 5 minutes. Cela étonna et choqua les développeurs, qui n'en revenaient pas de voir leur créature tuée si rapidement et si facilement par la communauté de joueurs. Ils arrangèrent ce problème en augmentant simplement le nombre de points de vie de Nagafen, mais ils se rendirent compte avec ce premier exemple, que les mécanismes de fonctionnement des mmoprgs devaient prendre en compte la notion de progression des joueurs, leur inventivité et une certaine part d'inconnu.
Ils durent également prendre en compte que grâce à l'Internet, les joueurs forment une véritable communauté, inter-serveur et inter-guilde, et que dès qu'une guilde trouve la façon de résoudre une quête ou la bonne technique pour vaincre un dragon, la solution peut apparaître le jour même sur les forums, accélérant la transmission de l'information et facilitant le travail pour tous les autres joueurs. Ainsi un exploit, une fois découvert, restera rarement confidentiel, l'information circulant très rapidement  et devra être rapidement corrigé.
Ainsi EverQuest évolue sans cesse, au gré des correctifs, particulièrement attendus par toute la communauté, certains espérant des nouveaux sorts ou objets, des nerfs ou des améliorations pour les personnages ou des changements dans certaines zones.

### Extensions
Ces extensions ont vu le jour pour plusieurs raisons. De tels ajouts font partie d’une démarche commerciale permettant de capitaliser sur le succès d'un jeu en prolongeant sa durée de vie, avec un investissement minimum réutilisant l'essentiel de l'existant. Chaque boîte d'extension peut être achetée séparément, et multiplié par treize, cela représente une somme importante.
Elles ont eu du succès car elles ont répondu aux besoins des joueurs : découvrir de nouveaux horizons et de nouvelles zones, de nouveaux adversaires, de nouveaux boss, de nouveaux équipements, pouvoir jouer de nouvelles races ou de nouvelles classes.
Un autre facteur qui a rendu ces extensions indispensables était le manque d'espace vital qui s'est fait sentir à mesure que de nouveaux joueurs affluaient et que les serveurs devenaient de plus en plus denses en population, suivant le succès d'EverQuest. Il devenait par exemple, à certains moments et sur certains serveurs, difficile de trouver une zone relativement tranquille, et tous les bons endroits où les points d'expérience ou les butins étaient intéressants, se trouvaient totalement saturés et n'étaient plus accessibles directement. Il était parfois même nécessaire d’attendre des heures, voire de s'inscrire sur une liste d'attente, pour pouvoir accéder à une zone intéressante. En plus du temps d’attente, la surpopulation a amplifié des comportements mal vus tels que le kill steal ou le leech qui consiste à « voler » l'expérience d'un autre joueur en achevant à sa place le monstre qu'il a pratiquement tué.
Ces différentes extensions s'intègrent dans le monde d'EverQuest, sous forme de nouveaux continents et même d'une lune. Voici dans l’ordre d’apparition un récapitulatif de chacune d’entre elles :
1. The Ruins of Kunark (24 avril 2000) est la 1re extension. Elle introduit le continent Kunark, et une nouvelle race, les Iksars (hommes-lézards). Le niveau maximum d'un personnage passe de 50 à 60. Les armes « épiques » sont introduites.
2. The Scars of Velious (5 décembre 2000) introduit le nouveau continent Velious, des disciplines pour les classes de mêlée (guerrier, moine, et voleur) et un système d'alignement avec l'une des trois races Géants, Nains ou Dragons. Deux zones attirent les joueurs de haut niveau, les dragons du Temple of Veeshan et les mystères du Plan de la Duperie (Plane of Mischief).
3. The Shadows of Luclin (4 décembre 2001) introduit la lune de Luclin dans le monde de Norrath, avec une nouvelle race, les Vah-Shirs (hommes-chats) et une nouvelle classe, les Beastlords, ainsi qu'une nouvelle apparence graphique pour les anciens personnages. Elle introduit également les points d'avancement alternatifs (AA) et la zone du Bazar, dédiée au commerce.
4. The Planes of Power (PoP, 29 octobre 2002), fait passer le niveau maximal accessible par un joueur de 60 à 65. Le système de transport est facilité par le Plan de la Connaissance. Le but de cette extension est de parcourir tous les Plans non élémentaires afin d'accéder aux quatre Plans Élémentaires, et d'y tuer chacun des 4 dieux (Fennin Ro, Xégonie, Coirnav et le Conseil du Rathys) pour enfin accéder au Plan du Temps et y vaincre son boss, Quarm. L'entrée et la progression dans le Plan du Temps constituent alors un défi important, nécessitant une organisation parfaite et un nombre de joueurs importants, qui, pour chaque guilde de chaque serveur, est salué par la communauté tout entière.
5. The Legacy of Ykesha (LoY, 25 février 2003) est une extension diffusée uniquement par téléchargement. Elle est plutôt mineure, introduit la race des Frogloks (hommes grenouilles) en tant que race jouable. La cité des Trolls (Grob) devient la celle des Frogloks et est renommée Gukta. Un nouveau système de gestion pour les guildes, ainsi qu'un système de cartes sont également introduits.
6. Lost Dungeons of Norrath (LDoN, 9 septembre 2003) introduit le concept des donjons instanciés (instanced dungeons) permettant des groupes (voire des raids) sur mesure, courts et bien récompensés, particulièrement appréciés par les joueurs occasionnels. L'extension introduit également les augmentations, destinées à venir compléter les pièces d'armure pour augmenter leurs statistiques.
7. Gates of Discord (GoD, 10 février 2004) introduit le continent de Taelosia, avec de nouvelles zones d’instanciations adaptées aux joueurs de haut niveau et des raids limités à 54 joueurs. Cette extension fut vivement critiquée, notamment en raison de bugs. C'est à ce moment que de nombreuses guildes influentes et célèbres à travers tous les serveurs telles que Fires of Heaven, Afterlife et Keepers of the Faith se dispersèrent, attirée par World of Warcraft [réf. nécessaire].
8. Omens of War (OoW, 14 septembre 2004) fait passer le niveau maximal de 65 à 70, introduit de nouvelles armes épiques 2.0 ainsi que des points de faveur pour la guilde.
9. Dragons of Norrath (DoN, 15 février 2005) ajoute de nouvelles zones instanciées, avec des quêtes offrant une récompense sous la forme de cristaux. Il existe quatre ennemis principaux, le plus coriace étant Vishimtar, un dragon très puissant, considéré alors comme le second monstre le plus dur du jeu après l'Overlord Mata Muram. Cette petite extension est considérée comme particulièrement réussie par les joueurs [réf. nécessaire].
10. Depths of Darkhollow (DoD, 13 septembre 2005) ajoute un nouveau monde souterrain, introduit deux nouveaux concepts de jeu : les Monster Missions qui permettent de jouer un monstre et de repousser les assauts de joueurs ; et les Spirit Shrouds qui permettent, tout en jouant une créature de niveau inférieur ou égal au sien, de gagner de l'expérience pour son personnage principal ce qui permet par exemple aux joueurs très avancés de jouer avec des amis qui ne le sont pas autant.
11. Prophecy of Ro (PoR, 21 février 2006) introduit de nouvelles zones comme Plane of Rage, et son dieu Sullon Zek, Plane of Magic et le dieu Druzzil, et la cité perdue de Takish-Hiz ainsi qu’une nouvelle apparence pour Freeport et le Désert de Ro. Elle ajoute de nouveaux concepts comme les pièges (traps), les sphères d'influence (auras), les objets destructibles et les filtres de buffs.
12. The Serpent's Spine (TSS, 19 septembre 2006), la douzième extension, introduit la nouvelle race des Drakkins, mi-hommes mi-dragons, repousse la limite maximale des niveaux de personnage à 75 et introduit une nouvelle ville, Crescent Reach.
13. The Buried Sea (TBS, 13 février 2007), la treizième extension, introduit des combats navals et sous-marins, des bannières de guilde, des communautés d'amis et des objets énergétiques.
14. Secrets of Faydwer (SoF, 13 novembre 2007), la quatorzième extension, repousse la limite maximale des niveaux de personnage à 80 et introduit des objets héroïques.
15. Seeds of Destruction (SoD, 21 Octobre 2008) niveau maximum relevé à 85
16. Underfoot (UF, 15 Décembre 2009) le retour de Fippy. (une seconde partie de l'extension fut lancée 5 à 6 mois après le lancement officiel de l'extension).
17. House of Thule (HoT, 12 Octobre 2010) limite maximale du niveau : 90
18. Veil of Alaris (VoA, 15 novembre 2011) limite maximale du niveau : 95 et introduction du langage "Hadal" et de "l'Alaran"
19. Rain of Fear (RoF, 28 novembre 2012) monte le niveau maximal à 100 ;
20. Call of the Forsaken (CotF, 8 octobre 2013) introduit les « Heroic Adventures », des missions de groupe qui octroient des récompenses au fur et à mesure de la progression, et non uniquement à la fin ;
21. The Darkened Sea (TDS,28 octobre 2014) vingtième extension monte le niveau maximal à 105 et ajoute un porte-clefs pour les montures.
22. The Broken Mirror  (TBM, 18 novembre 2015) vingt-et-unième extension rajoute un key ring pour les illusions ainsi que les sorts évolutif (dichotomic) qui gagne en puissance au fur et à mesure de la progression groupe // raid
23. Empires of Kunark (EoK, 16 Novembre 2016)
24. Ring of Scale (RoS,12 Decembre 2017) monte le niveau maximal à 110
25. The Burning Lands  (TBL, 11 Decembre 2018)
26. Torment of Velious  (ToV, 18 Décembre 2019) monte le niveau maximal à 115
27. Claws of Veeshan (CoV, 14 octobre 2020) , continue l'histoire de ToV et y rajoute 6 nouvelles zones, de nouveaux Avancements Alternatifs.
28. Terror of Luclin (ToL, 7 décembre 2021), monte le niveau maximal à 120, ajoute 7 nouvelles zones.
29. Night of Shadows (NoS, 6 decembre 2022), ajoute de nouvelles zones et capacités.
30. Laurion's Song (decembre 2023) , monte le niveau maximum à 125. Il introduit le système de Alternate Personas , permettant de changer la classe de son personnage.

### EverQuestdans l'histoire des MMORPG
EverQuest a une place importante dans la longue histoire des jeux de rôle en ligne massivement multijoueur (MMORPG). À l'origine du genre était les multi-user dungeon, plus connu sous l'acronyme MUD, dont le 1er fut créé en 1978. Ces jeux, uniquement basés sur du texte et gratuits, tournaient sur des serveurs privés, le plus souvent au sein d'une université. La grande majorité des créateurs de MMORPG ont été influencés par leur expérience de joueurs de MUD.
Le genre continua son évolution dans les années 1980, grâce à l'arrivée de machine de plus en plus puissantes, permettant de passer de jeu textuel à des graphismes et à des moteurs de plus en plus élaborés. Ainsi en 1984 sort le premier RPG online multijoueur rogue-like payant (Island of Kesmai), en 1988 le premier monde virtuel graphique (Club Caribe), en 1991 le premier MMORPG graphique (Neverwinter Nights), en 1992 le premier MMORPG textuel et payant passe sur internet (Legends of Future Past).
En plus de l'évolution technologique, c'est l'arrivée de l'Internet qui va permettre l'apparition de MMORPG au sens moderne du terme (permettant vraiment l'aspect « massivement multijoueur », jusque-là limité). Internet permet ainsi à des joueurs du monde entier, de fuseaux horaires et de langages différents, de jouer ensemble au même jeu et dans le même monde virtuel. La base de joueurs et donc le marché a augmenté de façon exponentielle, les entreprises de jeu s'intéressèrent de plus en plus à ce genre.
Meridian 59, lancé fin 1996, est l'un des premiers MMORPG modernes, le premier jeu sur internet à bénéficier d'une couverture médiatique importante, à introduire le principe d'un abonnement mensuel et à posséder un moteur 3D, permettant aux joueurs de voir le monde virtuel à travers les yeux de leurs personnage, augmentant ainsi l'immersion dans le jeu.
Avec Ultima Online, les MMORPG entrent dans l'ère moderne. Il sort en septembre 1997, il possède un moteur en 3D isométrique avec vue « à la troisième personne ». Ultima Online est bien plus complexe que tous ses prédécesseurs et son succès est sans précédent.
- EverQuest
- Lineage
- World of Warcraft

- EverQuest
- Lineage
- World of Warcraft

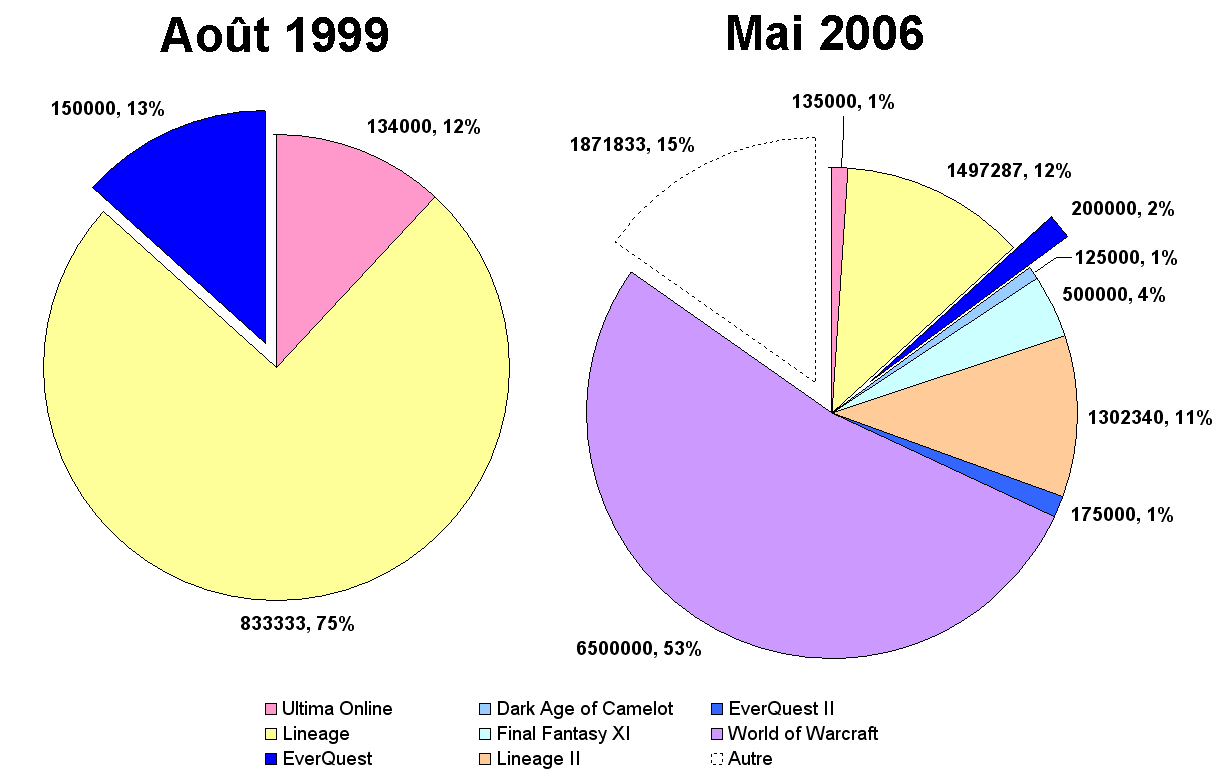
EverQuest
Lineage
World of Warcraft Répartition des joueurs de MMOG en août 1999 et mai 2006. EverQuest compte alors plus d'utilisateurs mais ne rassemble plus que 2 % de l'ensemble des joueurs contre 13 % en 1999.

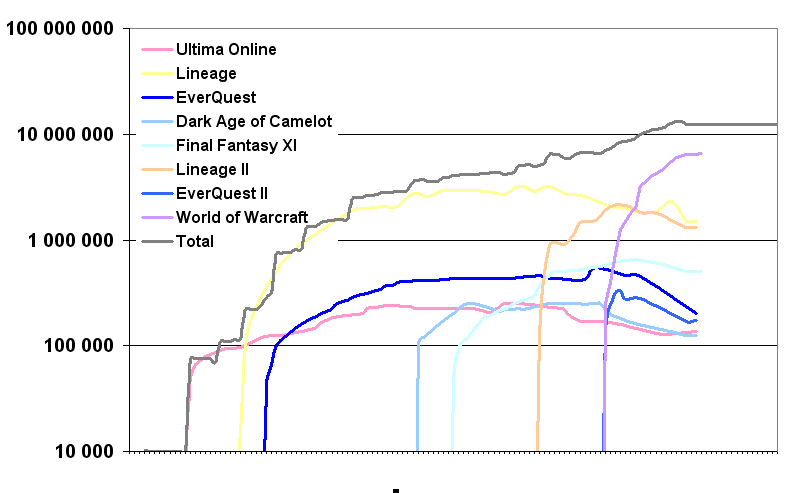
EverQuest
Lineage
World of Warcraft Évolution du nombre de joueurs d'EverQuest par rapport aux autres MMOG montrant un nombre de joueurs globalement constant aux alentours de 450000 avec une légère décroissance à partir d'octobre 2003.

EverQuest, lancé en mars 1999, différent d'Ultima Online par sa vue « à la première personne », en mode subjectif, permettant une immersion dans l'action et dans le monde virtuel sans précédent pour un MMORPG. L'impression d'être dans le jeu, et non plus de jouer à un jeu peut expliquer en partie le succès d'EverQuest et les problèmes de dépendance qui ont vu le jour par la suite.

EverQuest est le jeu qui apporta réellement le MMORPG dans la zone nord américaine et européenne[réf. nécessaire] où il resta pendant 5 années le MMORPG le plus joué[réf. nécessaire], avec de nombreuses extensions, des jeux dérivés et plus de 450 000 joueurs.

Autour du jeu lui-même, se développa un véritable culte, avec une multitude de guildes, de forums, de sites web. Le phénomène fut si important que même la presse non spécialisée s'intéressa au sujet, et notamment à l'impact social du jeu, à certaines anecdotes et à certains faits divers.
Fin 1999, c'est également la mise sur le marché du jeu Asheron's Call. Ultima Online, EverQuest et Asheron's Call, sont souvent considérés comme les trois grands premiers MMORPG modernes.
La décennie suivante vit l'explosion du genre, avec en 2001 Dark Age of Camelot, MMORPG médiéval orienté « joueurs contre joueurs » (PvP) et Anarchy Online le premier MMORPG non médiéval fantastique. En 2003 Eve Online et  Star Wars Galaxies situe l'action dans l'espace.
En 2004, sortent City of Heroes, sur le thème alors inédit des super-héros, et surtout les très attendus World of Warcraft de Blizzard Entertainment et EverQuest II en novembre.
À ce moment, Sony pense pouvoir dominer le marché, se basant sur le succès du premier EverQuest, et décide d'offrir un abonnement unique, pour jouer à tous ses MMORPG c’est-à-dire EverQuest, EverQuest II, et Star Wars Galaxies, évitant ainsi de provoquer une compétition entre ses différents jeux.
Pourtant, World of Warcraft surpasse rapidement tous ses concurrents et connaît un succès sans précédent. Le marché du MMORPG, qui semblait jusqu'alors avoir trouvé ses limites, connaît une croissance exponentielle inattendue.
En novembre 2004, le mois de sa sortie, World of Warcraft a déjà 250 000 abonnés, alors qu'EverQuest II n'en a que 150 000 et le premier EverQuest, d'après Sony, aux alentours de 500 000[réf. nécessaire] (ce chiffre est sujet à caution). En janvier 2005, World of Warcraft en a 750 000, EverQuest II 310 000 alors que les chiffres du premier EverQuest restent stables. En mai 2006, World of Warcraft est à 6 500 000, EverQuest II à 175 000 et EverQuest à 200 000.
Actuellement World of Warcraft est le mmorpg le plus joué de la planète, avec quasiment cinq millions d'abonnés et plus de 50 % de part de marché.

### Jeux dérivés et suites
Depuis son lancement en 1999, SOE a étendu la gamme du l'univers d'Everquest avec de nombreux jeux dérivés, de différents types, ayant pour point commun le monde de Norrath :
- Champions of Norrath (PS2 - Février 2004) et sa suite Champions: Return to Arms (PS2 - Février 2005),
- EverQuest II (PC - Novembre 2004), la suite d'Everquest.
- EverQuest Online Adventures (PS2 - Février 2003),
- Lords of EverQuest (PC real-time strategy - Décembre 2003),
- et EverQuest Role-Playing Game, un jeu de rôle sur plateau, produit en collaboration avec White Wolf et utilisant le d20 System de Wizards of the Coast.

## Aspects économiques
EverQuest a développé une véritable économie virtuelle, avec sa propre devise, ses codes, ses marchés, ses places d'échanges, ses problèmes de déflation et d'inflation, ses tricheurs… À côté de ce marché virtuel, il existe également un marché parallèle, florissant, basé sur l'achat et la vente, de personnages, d'objets et de pièces du jeu, non pas en monnaie de singe mais avec de l'argent véritable.
De nombreux analystes et économistes ont abordé le phénomène, l'un des plus connus, Edward Castronova, ancien joueur d'EverQuest est devenu spécialiste des mécanismes financiers du jeu vidéo avec la publication en décembre 2001 de Virtual Worlds: A First-Hand Account of Market and Society on the Cyberian Frontier. Lors d'une étude, le Norrath Economic Survey (NES), faite en août 2001 et ayant reçu plus de 3600 réponses, Castronova a retrouvé les chiffres suivants permettant de mieux comprendre le sujet :
- EverQuest avait à l'époque une base de 400 000 joueurs, dont 60 000 se retrouvent connectés sur Norrath à n'importe quel moment de la journée ou de la nuit, le joueur moyen reste connecté 4 heures par jour et 28 heures par semaine, environ un tiers des adultes, soit environ 93 000 joueurs, disent passer plus de temps à jouer qu'à travailler et 20 % des joueurs disent vivre plus sur Norrath que sur la planète Terre.
- L'avatar principal des joueurs est niveau 38, a été créé il y a 12 mois, a 792 heures de jeu soit 33 journées de 24h entières passées devant l'écran, possède 7600 pièces de platines (pp) en liquidité et a un équipement évalué à 199 000 platines.
- Les joueurs résidents disent avoir 293 000 pp d'équipement et 5 400 de liquide, ce qui représente (avec un taux de change de 0,01 dollars par pp) la somme de 3 000 dollars.
- De mai à septembre 2001, il a évalué le taux d'échange entre platine et dollars à 0,010 72 dollars par platine, soit un peu plus d'un penny par platine ou 10,72 dollars pour 1000 platines. Ce taux chutant rapidement de 0,0133 à 0,0098 de mai à septembre, soit une baisse de 25 % en un trimestre[15].
- L'étude de la vente des avatars a permis de déterminer le prix du niveau d'un avatar à 13 USD. Norrath produisant environ 15 000 USD de l'heure en avatar, cela revient à environ 135 millions de USD en PIB annuel, ou 2 266 USD de revenu par tête. Ces chiffres placeraient Norrath au 77e rang mondial des pays les plus riches du monde, entre la Russie et la Bulgarie et loin devant la Chine et l'Inde.
- Le revenu horaire moyen, calculé en comparant la valeur d'un avatar et de son équipement en fonction du temps passé à le faire progresser, est de 319 pp de l'heure. Avec un taux d'échange à 0,01072, cela représente 3,42 USD de l'heure. Pour les joueurs acharnés, passant 80 heures par semaine dans Norrath, cela représente 273 USD par semaine (1 000 par mois et 12 000 par an).

### Économie virtuelle
Le monde de Norrath possède sa propre économie virtuelle. Les joueurs, en tuant des monstres (communément appelé « mobs ») et en accomplissant des quêtes, créent et génèrent des biens, sous forme de pièces ou d'objets. Plus ils jouent, plus ils deviennent riches. Dans les premiers niveaux, les seuls mobs que le personnage rencontre sont des rats ou des petits scarabées, ne rapportant que quelques pièces de cuivre. Mais au fur et à mesure, les récompenses deviennent de plus en plus grandes et la bourse se remplit de pièces d'argent, d'or et de platine.
Les pièces de platine (pp) sont la devise que dans le monde d'EverQuest, les joueurs les utilisent dans le jeu pour effectuer leurs transactions avec les marchands et les autres joueurs. Le système de devise est décimal, ainsi une pièce de Platine vaut 10 pièces d'Or, 100 pièces d'Argent, ou encore 1000 pièces de cuivre.
Les joueurs peuvent garder leurs pièces et leurs objets sur eux, dans des sacs, ou bien les déposer dans une banque virtuelle, disponible dans chaque ville.
Un des systèmes de communication est quasiment réservé à la vente et à l'achat d'objet (La commande auction ou /auction). Cette commande n'est quasiment plus utilisé, les gens préférant faire des annonces de vente/achat directement au bazaar
Les échanges et le commerce entre joueurs se font le plus souvent dans une zone bien précise de Norrath, cette zone n'est pas la même sur chaque serveur. Une étude réalisée par l'économiste Edward Castronova explique que le tunnel d'East Commonland était la zone la plus utilisée (dans 27 serveurs sur 40 existants), puis venait Greater Faydark (9 sur 40) et enfin la ville de Freeport (4 sur 40). East Commonland a probablement été choisi par les joueurs de par sa localisation centrale, facilement accessible à toutes les races et surtout sans personnage non-joueur dangereux.
À l'heure actuelle cette zone n'est plus utilisée et cela depuis l'avènement de la zone "Bazaar" (Zone initialement créée avec l'extension Luclin). Elle a été ensuite déplacée sur POK (Plane of Knowledge). Cette zone permet de vendre en mode "Buyer" ou d'acheter en mode "Trader". le bazaar est une excellente zone permettant de se faire une idée de la population sur le jeu (sur le Serveur The rathe). À l'époque il était difficile de vendre quelque chose car le plafond était limité à 500 joueurs dans la zone (et ce plafond était fréquemment atteint), maintenant sur le serveur The rathe, cela tourne aux alentours de 250 vendeurs (aux heures française).
L'économie d'EverQuest repose sur deux marchés, le principal étant celui régissant les échanges entre joueurs (dit a2a, pour avatar to avatar), le second entre les joueurs et les marchands non-joueurs (dit a2b pour avatar to bot). Le marché a2b ne représente qu'une infime portion de l'économie global, il persiste tout de même pour deux raisons principales : certains objets ne peuvent être trouvés facilement que chez les marchands non-joueurs ; certains objets totalement sans valeur sur le 1er marché, valent tout de même quelques platines chez certains marchands.
L'économie virtuelle de Norrath présente des similitudes avec les systèmes économiques réels. Ainsi l'étude de Castranova réalisée entre fin 2000 et fin 2001, basée sur 29 objets représentatifs du marché, dont les prix, en devise virtuelle, ont été relevés sur la base de données du site EverQuest. Allakhazam.com, a montré que le marché subissait une très importante déflation (baisse générale et persistante des prix) de l'ordre de 29 % en 1 an. La cause principale de cette déflation est due au fait que les objets ne disparaissent pas (decay) ou ne s'usent pas. Ainsi, chaque objet ramassé sur un monstre, fabriqué par un artisan ou acheté à un personnage non-joueur, reste en jeu indéfiniment, à moins qu'un joueur ne le détruise ou encore qu'il le conserve sur lui et arrête de jouer. Et même alors, il passera en général son équipement à un ami ou à sa guilde. Les objets ne disparaissant pas, ils deviennent de plus en plus nombreux, les objets initialement rares, donc très demandés et chers, le deviennent de moins en moins. Chaque serveur ne pouvant contenir qu'un nombre limité de joueurs (3 000 simultanément tout au plus), la demande pour les anciens objets va diminuer petit à petit, d'où ce taux de déflation important.
Inversement, l'inflation (hausse persistante et générale des prix) peut également menacer l'économie d'EverQuest. Un article de BBC News d'octobre 2002 relate ainsi le danger pour l'économie de la pratique du money duping, un système de triche organisée permettant à certains joueurs, grâce à de petits programmes (appelés macro) de fabriquer de l'argent virtuel en grande quantité. La quantité de pièces de platine devenant artificiellement trop importante sur le serveur, leur valeur baisse et les prix augmentent avec l'hyperinflation, rendant le commerce impossible pour les débutants et les non tricheurs.

### Économie réelle
Le développement et la mise sur le marché d'EverQuest aurait coûté moins de 3 millions de dollars à Sony Online Entertainement (SOE).
Avec, initialement, une boîte de jeu aux environs de 46 euros et surtout un abonnement mensuel de 11 euros, EverQuest a rapporté beaucoup d'argent à SOE. Ainsi entre juin 2001 et juin 2005, le nombre d'abonnés est toujours resté supérieur à 400 000, avec une moyenne à 430 000, ce qui représente une recette de plus de 5 millions de dollars par mois juste pour les abonnements. Et ce sans compter sur les autres jeux de la marque, EQ II, PlanetSide, Star Wars Galaxies et The Matrix Online, et sur l'augmentation de l'abonnement (le Station Access est passé à 24,99 USD en juin 2006).

## Aspects sociologiques

### Profil d'un joueur type
En reprenant l'étude de 2001 de Castronova, on peut s'attarder sur quelques chiffres évocateurs:
- EverQuest avait à l'époque une base de 400 000 joueurs, dont 60 000 se retrouvent connectés en permanence sur Norrath, à n'importe quel moment de la journée ou de la nuit.
- Le joueur moyen reste connecté 4 heures par jour et 28 heures par semaine.
- Environ un tiers des adultes, soit 93 000 joueurs, disent passer plus de temps à jouer à EQ qu'à travailler et 20 % des joueurs disent vivre plus sur Norrath que sur la planète Terre.
- 58 % aimerait jouer plus souvent, 22 % aimerait passer tout leur temps sur Norrath, et 39 % quitterait leur étude ou leur travail pour jouer à Norrath s'il pouvait en vivre.
- Le joueur moyen est américain (81 %), a 24 ans, est un homme (7 % de femme), célibataire (60 %), travaille à plein temps (53 %) et gagne environ 20 dollars de l'heure.
- À noter que 35 % sont des étudiants, que 22 % sont mariés ou en concubinage, que 15 % ont un enfant à charge.

### Dépendance
Il n'y a pas de dépendance spécifique à Everquest. Tous les jeux en ligne massivement multijoueurs (mmorpg) peuvent entraîner ce genre de dépendance. Everquest est seulement l'un des premiers jeux du genre à avoir connu un phénomène de cette ampleur. 

Il faut rappeler que la dépendance engendrée par le jeu vidéo n'est pas physique mais uniquement psychique. On peut commencer à parler de dépendance lorsque la vie du joueur s'organise autour du jeu, au lieu de l'inverse. Par exemple il ne mangera pas en même temps que le reste de la famille, mais plutôt quand une pause dans le jeu le lui permettra. 

Certaines personnes seraient prédisposées à cette dépendance et les mécanismes physiologiques en jeu dans les addictions comportementales sont maintenant assez bien établis. Les situations agréables, comme le fait de jouer, stimulent la production de neuro-hormones qui entraîne une augmentation de la production de dopamine, l'hormone du plaisir. La mémorisation de l'expérience fait que sa simple anticipation mentale stimule déjà les neuro-hormones. Les addictions comportementales sont donc l'exacerbation de mécanismes naturels.
Everquest, également surnommé Evercrack par les joueurs eux-mêmes, possède, comme la plupart des mmorpg modernes, certains éléments pouvant expliquer ce phénomène d'addiction :
- La vue subjective « à la première personne » permet une immersion totale du joueur dans le monde virtuel. Cette sensation d'immersion est bien plus grande que dans un jeu « à la troisième personne », comme The Realm Online.
- Le moteur en 3D isométrique et les graphismes soignés rendent encore plus réel le monde virtuel, renforçant encore la confusion.
- Les slogans protégés de SOE tels que : "You're in Our World Now!" ou "Where Adventure Comes Alive", utilisés pour accrocher le joueur, montrent l'importance que les développeurs ont apporté à rendre le monde virtuel de Norrath le plus réel possible.
- Le fait que ces jeux soient en ligne, massivement multijoueur, et orientés vers l'interaction et le groupe, implique que le joueur crée petit à petit de nombreux liens relationnels, plus ou moins forts, ce qui l'encourage à retrouver ses amis sur le jeu et donc à jouer.
- L'univers de Norrath étant un monde persistant, c’est-à-dire continuant dans le temps et ne s'arrêtant pas lorsqu'on se déconnecte, l'envie de jouer le plus souvent possible et de ne jamais s'arrêter afin de ne rien rater (si on ne se connecte pas, on ne fera pas tel raid prévu ce jour-là) et de ne pas prendre de retard sur les autres (qui eux, jouent et progressent) est décuplée.

### Faits divers
EverQuest est un jeu particulièrement prenant, pouvant entraîner une véritable dépendance, même si les responsables de Sony ont affirmé qu'« il n'y a pas de rapport entre un divertissement et le suicide tragique d'une personne », ou encore « ce que l'on appelle l'addiction EverQuest n'a pas de sens ». Ainsi certains joueurs ne vont pas pouvoir contrôler leur temps de jeu et vont passer des heures devant l'ordinateur, au détriment de leur vie réelle, ce qui peut avoir des conséquences scolaires, professionnelles ou relationnelles. En réaction, de nombreux groupes de soutien et des sites internet comme Families Against EverQuest ont vu le jour, pour aider les joueurs et leur famille.
EverQuest est notamment connu pour être responsable de nombreuses ruptures et divorces. Ainsi le phénomène des « veuves d'EverQuest » (EverQuest widow) est apparu sur des groupes de soutien en ligne comme Spouses Against EverQuest et EverQuest-Widows, pour aider les associés, la famille, et les amis de joueurs d'EverQuest compulsifs dans les phases difficiles. Mais le jeu n'est pas le seul responsable à blâmer en cas de séparation, la plupart du temps, c'est parce qu'il existe certains problèmes dans le couple que le jeu peut y prendre une telle place. Le psychologue Richard Sherman explique que « jouer de manière obsessionnelle est le syndrome d'un gros problème […] il faut regarder ailleurs pour trouver la source de cette addiction » et résume cette situation en disant que plus une personne se sent bien avec son partenaire, moins elle aura ce besoin de s'évader dans le jeu.
Certaines personnes, fragiles sur le plan psychologique, peuvent être particulièrement affectées par ce qu'elles vivent dans le jeu. Ainsi des tentatives de suicide ou des suicides réussis ont été relevés chez des joueurs prédisposés particulièrement impliqués. EverQuest a notamment fait la une de la rubrique faits divers en novembre 2001 lorsqu'un jeune joueur américain de 21 ans, Shawn Woolley s'est suicidé avec une arme à feu,,. Sa mère le retrouve alors mort devant son ordinateur, avec EverQuest tournant encore et de nombreuses notes à propos du jeu autour de lui. Il avait comme antécédents une personnalité schizophrène, une dépression et un état épileptique. Il jouait à EverQuest depuis 2000 et s'y consacrait entièrement, jouant de nombreuses heures par jour malgré son épilepsie. Une semaine avant de se suicider, il avait quitté son travail dans une pizzeria afin de pouvoir jouer encore plus et avait également acheté une arme. Sa mère, Elizabeth Wooley, avait alors voulu poursuivre Sony en justice, clamant qu'EverQuest était un jeu au concept dangereux et pouvant rendre dépendant. Elle voulait alors que Sony place un avertissement sur ses boîtes de jeu, et qu'il offre une aide aux personnes en difficulté. Finalement la poursuite n'a pas abouti, et elle créa le site internet On-Line Gamers Anonymous permettant d'aider les joueurs de jeu en réseau en ligne, dépendants et en difficulté. Après ce tragique incident, Verant apporta tout de même une modification dans le jeu, ajoutant une horloge avec une alarme, permettant aux joueurs de se fixer certaines limites.
Un autre fait divers a eu lieu le 8 août 2003, aux États-Unis, lorsqu'un enfant de 3 ans, Brianna Cordell, fut retrouvé morte, victime d'un coup de chaleur alors qu'elle s'était retrouvée bloquée dans la voiture de ses parents,,,. Il s'est avéré que sa mère, Christina Cordell, 36 ans, jouait alors à EverQuest auquel elle était dépendante, et ne s'était pas rendu compte des agissements de sa fille, ne découvrant que trop tard ce qui s'était passé. Christina Cordell était un membre de Spouses Against EverQuest et elle se décrivait elle-même comme une survivante de la drogue que représentait EverQuest.
On déplora également le décès d'un enfant de 9 mois, Tony Bragg Jr. tué le 12 juillet 2002 par son père de 22 ans,. Celui-ci venait de perdre son emploi dans une station de métro car il jouait tellement à EverQuest qu'il ne venait pas travailler. La mère de l'enfant le lui avait confié pour régler un problème mais, excédé car il était dérangé par l'enfant alors qu'il tentait de jouer, il l'aurait frappé puis enfermé sans surveillance dans un débarras.